# 川崎鉄三

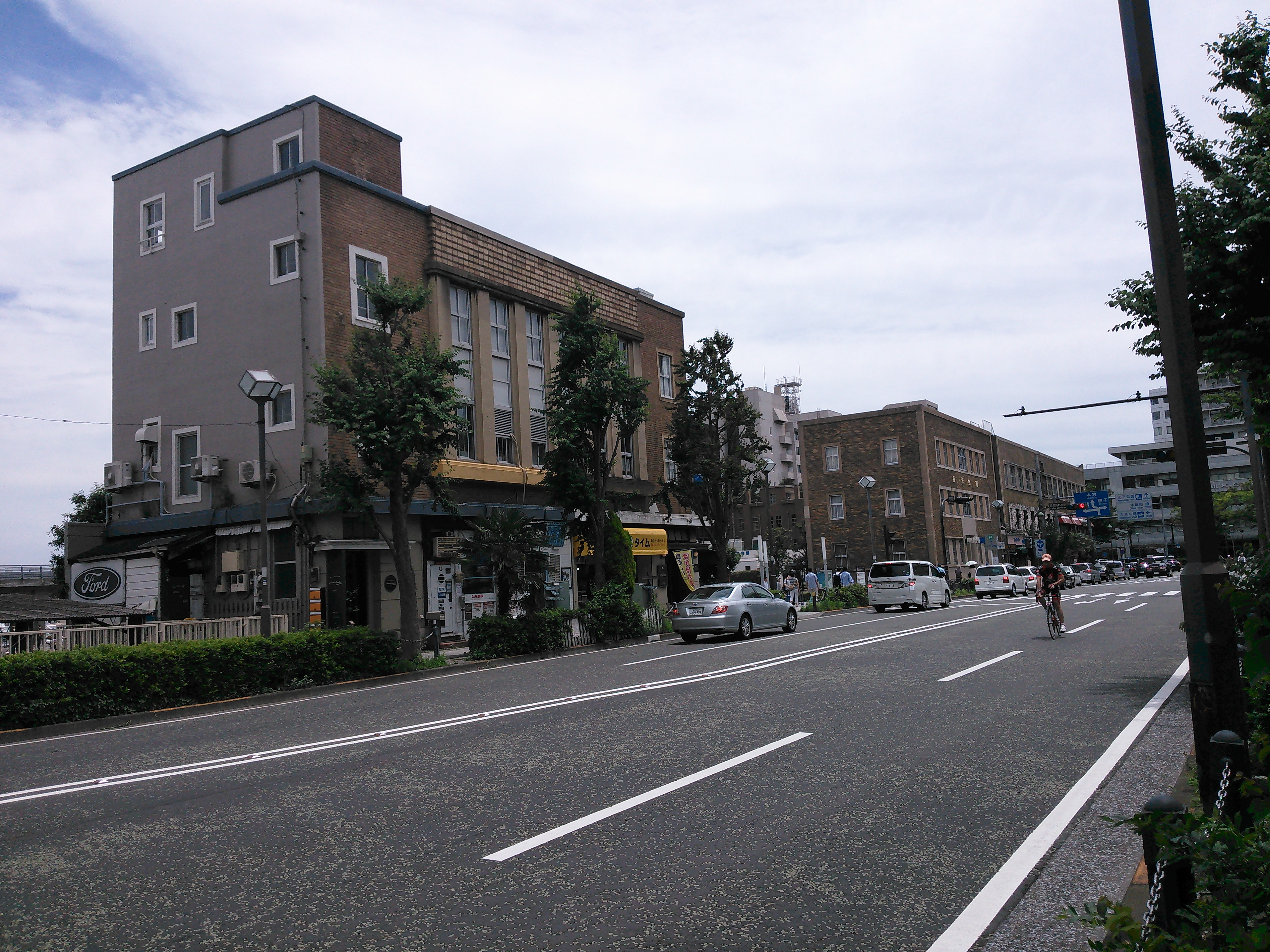
横浜・海岸通。手前が川崎の作品の一つ、昭和ビル。解体されたキッコーマンビルの先の横浜海洋会館、横浜貿易協会ビルとともに、海岸通から大桟橋にかけての都市景観を形作ったとみられている

川崎 鉄三（かわさき てつぞう、生年不明 - 1932年（昭和7年）？）は、日本の建築家。大正末期から昭和初期にかけて、横浜にモダニズム建築を残した。横浜で活躍した時期は長くなかったが、確認されているだけで7棟の建築に携わり、現在でも3棟のビルが残る。

## 来歴
生年は明らかになっておらず、出身地は石川県と推測されている。1912年（明治45年）に東京高等工業学校（現在の東京工業大学）建築科卒業。台湾など日本国外での勤務ののち、1919年から1924年にかけて福井県庁に勤務。1925年に本町工務所を開設、若尾ビルの建築にあたった。これは若尾幾太郎商店の建築部のような位置づけであった。若尾幾太郎は、甲州財閥の生糸商人で初代甲府市長である若尾逸平の大甥に当たる。その後、関内地区を中心に、確認されているだけで若尾ビルを含め7棟のビルを設計した。
没年は、東京高等工業学校の同期卒業生の随筆内容から1932年と推測される。

## 作品
- 若尾ビル - 横浜市中区本町4丁目に、1925年（大正14年）に竣工。後年に富士ソフト横浜オフィスに建て替えられたが、エントランスの一部が保存されている[4]。
- 亀の橋病院 - 1929年竣工、現存せず
- 加藤組 - 中区尾上町に、1929年竣工。現存せず[5]。
- インペリアルビル - 中区山下町に、1930年に竣工したアパートメント。2011年に横浜市認定歴史的建造物に選定された[1]。
- ジャパンエキスプレスビル - 大さん橋の付け根に、1930年竣工。
- 昭和ビル - 横浜市中区海岸通に、1931年竣工。旧名称「カストム・ブローカー・ビル」。
- キッコーマンビル - 1932年竣工。2000年に解体され、跡地は象の鼻パーク。隣接する昭和ビルと似たデザインであった。

このほか、キッコーマンビルとジャパンエキスプレスビルの間にある横浜貿易協会ビルの施工監理に携わり、横浜海洋会館にも携わった可能性があると推定されている。